# La Estrella de Panamá
La Estrella de Panamá es el diario más antiguo de Panamá, creado el 24 de febrero de 1849 como un periódico en inglés con el título de The Panama Star, fue hasta la década de 1980 el diario de mayor circulación en el país, pero tras la invasión de Estados Unidos a Panamá pasó a ocupar el segundo lugar. Hoy en día se encuentra en pleno crecimiento, siendo uno de los pocos diarios del mundo con un aumento de circulación de dos dígitos, sostenida durante los últimos años.

## Día del Periodista
En Panamá se celebra el Día del Periodista el 13 de noviembre en honor al insigne escritor Gaspar Octavio Hernández, quien en 1918 murió mientras se encontraba trabajando en la redacción de La Estrella de Panamá.